# Géraud Duroc
Géraud Christophe Michel Duroc (av familjen Michel du Roc), hertig av Friuli, född 25 oktober 1772 i Pont-à-Mousson i Meurthe-et-Moselle, död 23 maj 1813 i Markersdorf i Sachsen, var en fransk general under napoleonkrigen.
Duroc trädde vid franska revolutionens utbrott i krigstjänst, fann sig dock som adelsman tvungen att emigrera, men återvände snart och deltog i fälttågen i Italien 1796 och i Egypten 1798 samt hjälpte Napoleon Bonaparte vid statskuppen 18-19 brumaire år VIII. 1803 utnämndes han till divisionsgeneral. Duroc var Napoleons förtrogne och användes av honom i många militära och diplomatiska uppdrag, bland annat i en beskickning till Stockholm 1801. 1808 upphöjdes han till hertig av Friuli. Duroc följde Napoleon under alla dennes fälttåg, ända till 22 maj 1813, då han efter slaget vid Bautzen sårades dödligt av en kanonkula vid Markersdorf. 1845 flyttades hans stoft till Invaliddomen i Paris.